# One of These Nights (노래)
"One of These Nights"는 돈 돈 헨리와 글렌 프레이가 작사하고 이글스가 녹음한 노래이다. 이글스의 앨범 중 하나인 One of These Nights과 동명인 타이틀곡이며, Best of My Love에 이어 밴드의 두 번째 빌보드 핫 100 차트 1위 싱글이 되었다. 이 노래의 싱글 버전은 인트로와 뒷부분을 잘라내서 앨범 버전보다 길이가 줄었다. 돈 헨리가 리드 보컬을 맡았으며, 랜디 마이즈너는 높은 화음을 넣었다.
The Very Best Of의 라이너 노트에서 글렌 프레이는 이 곡을 이렇게 설명했다.
| “ | We had Don Henley's voice, which allowed us to go in a more soulful direction, which made me exceedingly happy. There's no doubt in my mind that One Of These Nights was the most fluid and "painless" album we ever made. A lot of things came together on One Of These Nights – our love of the studio, the dramatic improvement in Don's and my songwriting. We made a quantum leap with "One Of These Nights." It was a breakthrough song. It is my favorite Eagles record. If I ever had to pick one, it wouldn't be "Hotel California"; it wouldn't be "Take It Easy." For me, it would be "One Of These Nights." 우리는 우리를 매우 행복하게 만들어주는 감성적인 돈 헨리의 목소리가 있었다. 나는 틀림없이 우리가 만든 앨범 중에서 One of These Nights가 가장 힘들지 않은 앨범이라고 생각한다. One of These Nights를 함께 만들면서 우리는 스튜디오와 헨리와 나의 기적같이 늘어난 작사능력에 감탄했다. 우리는 One of These Nights로 비약적인 발전을 거뒀다. 획기적인 노래였다. 나의 이글스 곡중에서 최고로 좋아하는 곡 하나를 고르라고 한다면 "Hotel California"도, "Take It Easy"도 아닌, "One of These Nights"이다. | ” |

B면의 "Visions"는 이글스에서 돈 펠더가 리드 보컬을 맡은 유일한 곡이다.

## 구성원
- 돈 헨리: 리드 보컬, 드럼
- 글렌 프레이: 리듬 기타, 피아노, 백 보컬
- 돈 펠더: 리드 기타
- 랜디 마이즈너: 베이스 기타, 백 보컬
- 버니 리던: 리듬 기타, 백 보컬